# Zelowan similis
Zelowan similis is een spinnensoort in de taxonomische indeling van de bodemjachtspinnen (Gnaphosidae).
Het dier behoort tot het geslacht Zelowan. De wetenschappelijke naam van de soort werd voor het eerst geldig gepubliceerd in 2010 door Murphy en Russell-Smith.